# Reimar Johannes Baur
Pour les articles homonymes, voir Baur.
Reimar Johannes Baur (né le 23 janvier 1928 à Trèves et mort le 8 mars 2023 à Berlin) est un acteur allemand.

## Biographie
Reimar Johannes Baur est le fils du photographe Max Baur (de). Après sa formation d'acteur au DEFA-Nachwuchsstudio et à l'Académie des arts dramatiques Ernst Busch, il est engagé dans les théâtres de Greiz, Cottbus et Karl-Marx-Stadt en 1949 avant de travailler pendant 40 ans au Deutsches Theater de Berlin à partir de 1960-1961 jusqu'en 2001. Dans Prozeß Richard Waverly de Rolf Schneider (de), il incarne le pilote américain tourmenté qui a mené le bombardement atomique d'Hiroshima. Baur fait ses débuts au cinéma en 1952 en tant que garçon de ferme dans le film de propagande Das verurteilte Dorf de Martin Hellberg. Plus de 70 productions cinématographiques pour la DEFA et la DFF suivent.
En 1968, il reçoit le prix des arts de la RDA et en 1982 lauréat de 3e classe du prix national de la République démocratique allemande des Arts et des Lettres
Après la réunification, Frank Beyer joue en 1992 dans le drame télévisé en deux parties Sie und Er dans le rôle principal du mari infidèle Georg, employé au centre de recherche d'une société pharmaceutique, aux côtés de Senta Berger. En 1997, on le voit pour son dernier rôle devant la caméra, dans le rôle d'Adolf Wormser, dans une adaptation de la pièce Der Hauptmann von Köpenick de Carl Zuckmayer en 1997.
Baur fut marié à l'actrice Annelene Hischer (1930-2021).
Il meurt le 8 mars 2023 à Berlin, à l'âge de 95 ans.

## Filmographie

### Cinéma
- 1952 : Das verurteilte Dorf
- 1967 : Et l'Angleterre sera détruite
- 1971 : Le Temps des cigognes
- 1974 : L'Homme nu sur le stade
- 1974 : Johannes Kepler (de)
- 1974 : Jacob le menteur
- 1980 : Nicki
- 1983 : Verzeihung, sehen Sie Fußball? (de)
- 1984 : Die Zeit der Einsamkeit
- 1985 : Hälfte des Lebens (de)

### Télévision (sélection)

#### Téléfilms
- 1958 : Im 6. Stock
- 1960 : Draußen vor der Tür
- 1966 : Columbus 64 (de)
- 1970 : Jeder stirbt für sich allein (de)
- 1975 : Juno und der Pfau (de)
- 1984 : Ich liebe Victor (de)
- 1985 : Außenseiter (de)
- 1985 : Die Rundköpfe und die Spitzköpfe (de)
- 1987 : Die erste Reihe (de)
- 1988 : Der blaue Boll (de)
- 1989 : Späte Ankunft (de)
- 1992 : Sie und Er (de)
- 1997 : Der Hauptmann von Köpenick

#### Séries télévisées
- 1976 : Polizeiruf 110: Bitte zahlen (de)
- 1977 : Polizeiruf 110: Die Abrechnung
- 1980 : Polizeiruf 110: Vergeltung? (de)